# Iides
Iides est une zone de planification de Tampere en Finlande. 

## Présentation
Iides comprend les zones statistiques: Viinikka, Nekala, Vihioja, Jokipohja et Muotiala.